# Gregory Bateson
Gregory Bateson (Grantchester, 9 mei 1904 – San Francisco, 4 juli 1980) was een Brits antropoloog, sociaal wetenschapper, linguïst, visueel antropoloog, semioticus en cyberneticus, wiens werk vele vakgebieden doorkruist. Zijn bekendste werken zijn Steps to an Ecology of Mind uit 1972 en Mind and Nature uit 1979. Angels Fear (postuum gepubliceerd in 1987) schreef hij samen met zijn dochter Mary Catherine Bateson.

## Biografie
Bateson werd geboren als jongste van de drie zonen van de eminente geneticus William Bateson en diens echtgenote, [Caroline] Beatrice Durham. Hij bezocht van 1917 tot 1921 de Charterhouse School. Bateson behaalde in 1925 zijn doctoraal in de biologie aan het St John's College, Cambridge en vervolgde van 1927 tot 1929 zijn studie in Cambridge. Hij gaf in 1928 colleges taalkunde aan de Universiteit van Sydney. Van 1931 tot 1937 was hij een fellow van het St. John's College, Cambridge en verhuisde daarna naar de Verenigde Staten.
In Palo Alto ontwikkelden Gregory Bateson en zijn collegae Donald Jackson, Jay Haley en John H. Weakland de theorie van de dubbele binding.
Een van de lijnen die door het hele werk van Bateson loopt is zijn belangstelling voor de systeemtheorie en cybernetica, een wetenschap die hij in het leven hielp roepen, als een van de oorspronkelijke leden van de kerngroep van de Macy Conferenties (1946–1953). Batesons aanpak op deze gebieden concentreert zich op hun verband met de epistemologie, en dat belangrijkste aandachtspunt vormt de onderstroom van zijn denken. Zijn samenwerking met de uitgever en schrijver Stewart Brand maakte deel uit van een proces waardoor de invloed van Bateson zich verspreidde — vanaf de jaren zeventig tot Batesons laatste jaren, kwam een steeds groter publiek van universiteitsstudenten en ontwikkelde mensen, die op veel terreinen werkzaam waren, niet alleen voor zijn naam naar hem toe, maar ook in verschillende mate om zich op de hoogte te stellen van zijn denken.
In 1956 werd hij tot Amerikaans staatsburger genaturaliseerd. Bateson was lid van William Irwin Thompson's Lindisfarne Association.

## Persoonlijk leven
Batesons leven werd sterk beïnvloed door de dood van zijn twee broers. John Bateson (1898-1918), de oudste van de drie sneuvelde in de Eerste Wereldoorlog. Van Martin Bateson, de tweede broer (1900-1922), werd toen verwacht dat hij als wetenschapper in de voetstappen van zijn vader zou treden, maar hij kwam met hem in conflict toen hij aangaf dat hij dichter en toneelschrijver wilde worden. De daaruit voorkomende spanningen, samen met een teleurstelling in de liefde, leidden ertoe dat Martin in het openbaar zelfmoord pleegde door zich op 22 april 1922 onder het standbeeld van Anteros (de God van de beantwoorde liefde!) in Piccadilly Circus met een pistool dood te schieten, op de verjaardag van zijn gesneuvelde broer John. Na dat voorval, dat van een besloten gezinstragedie veranderde in een publiek schandaal, werden alle ambitieuze verwachtingen van William en Beatrice gericht op George, hun enige overgebleven zoon.
Na zijn afstuderen vertrok Bateson voor een onderzoek twee jaar naar Nieuw-Guinea. Daar ontmoette hij zijn collega de Amerikaanse cultureel antropoloog Margaret Mead. Zij brachten samen drie jaar door met onderzoek op Bali en Nieuw-Guinea. In het voorjaar van 1936 trouwden zij in Singapore. Bateson en Mead kregen in 1939 een dochter (Mary Catherine Bateson), die ook antropoloog werd.
Bateson en Mead gingen in 1947 uit elkaar en scheidden in 1950. Bateson trouwde in 1951 opnieuw, nu met Elizabeth "Betty" Sumner (1919-1992). Zij was de dochter van de Episcopaalse bisschop van Chicago, Walter Taylor Sumner. Ze kregen een zoon, John Sumner Bateson (1952), en een tweeling die op vroege leeftijd stierf. Bateson en Sumner scheidden in 1957, waarna Bateson in 1961 trouwde met de therapeute en maatschappelijk werkster Lois Cammack (1928). Hun dochter, Nora Bateson, werd geboren in 1969. Nora is gehuwd met de drummer Dan Brubeck, de zoon van de jazzmusicus Dave Brubeck.

## Werk

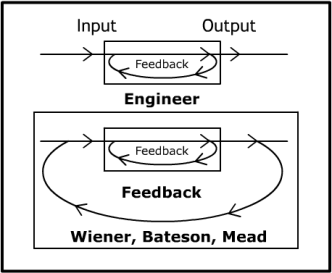
De antropologen Gregory Bateson en Margaret Mead stelden met dit diagram de cybernetica van de eerste en tweede orde tegenover elkaar, tijdens een interview in 1973.

### Dubbele binding
In 1956 brachten Gregory Bateson en zijn collegae Donald Jackson, Jay Haley en John Weakland in Palo Alto een samenhangende theorie onder woorden over schizofrenie, die voort zou komen uit dubbele binding-situaties. De waargenomen symptomen van schizofrenie waren in hun optiek een uiting van die noodsituatie en zouden gezien moeten worden als een ervaring die tot een catharsis en metamorfose zou kunnen leiden. De dubbele binding verwijst naar een communicatie-paradox, die voor het eerst is beschreven in gezinnen met een schizofreen gezinslid.
Volledige dubbele bindingen moeten aan verschillende voorwaarden voldoen:
1. het slachtoffer van de dubbele binding ontvangt tegenstrijdige bevelen of emotionele boodschappen op verschillende communicatieniveaus (er wordt bijvoorbeeld met woorden uitdrukking gegeven aan liefde en met non-verbaal gedrag aan haat of afstandelijkheid; of een kind wordt aangemoedigd om vrijuit te spreken, maar wordt elke keer als het dat daadwerkelijk doet, bekritiseerd of het zwijgen opgelegd).
2. Er is geen metacommunicatie mogelijk; bijvoorbeeld, vragen welke van de twee boodschappen geldt of de communicatie als onzinnig beschrijven
3. Het slachtoffer kan het communicatieterrein niet verlaten
4. Niet voldoen aan de tegenstrijdige bevelen wordt gestraft, b.v. door het onthouden van liefde.

De dubbele binding werd aanvankelijk gepresenteerd (waarschijnlijk voornamelijk onder invloed van Batesons psychiatrisch geschoolde medewerkers) als verklaring van een gedeelte van de etiologie van schizofrenie; het was een belangrijk onderwerp in de onderbouwing van de antipsychiatrie. De antipsychiatrie legde het af tegen de biologische psychiatrie en het gevolg is dat de dubbele binding tegenwoordig meer geldt als een voorbeeld van de benadering van Bateson van de ingewikkeldheden van de communicatie.

### Andere termen gebruikt door Bateson
- Abductie. Door Bateson gebruikt met betrekking tot een derde wetenschappelijke methodologie (samen met inductie en deductie) die het middelpunt vormde van zijn eigen holistische en kwalitatieve benadering. Heeft betrekking op een methode om relatiepatronen en hun symmetrie of asymmetrie te vergelijken (zoals bijvoorbeeld in de vergelijkende anatomie), met name in complexe organische (of mentale) systemen. De term is bedacht door de Amerikaanse filosoof/logicus Charles Sanders Peirce om te verwijzen naar het proces waardoor wetenschappelijke hypothesen tot stand worden gebracht.
- Criteria van de Psyche (uit Psyche en Natuur Een Noodzakelijke Eenheid):[8]

1. De psyche is een verzameling van op elkaar inwerkende delen of componenten.
2. Het op elkaar inwerken van delen van de psyche wordt teweeggebracht door ongelijkheid.
3. Een psychisch proces vereist een bijkomstige energie.
4. Een psychisch proces vereist circulaire (of meer complexe) beslissingsreeksen.
5. In een psychisch proces moeten de effecten van ongelijkheid beschouwd worden als transformaties (dat wil zeggen, gecodeerde versies) van de ongelijkheid die daaraan voorafging.
6. De beschrijving en classificatie van deze transformatieprocessen brengen een hiërarchie van logische typen aan het licht die inherent aan het verschijnsel zijn.

- Creatura en Pleroma. Ontleend aan Carl Jung die van deze gnostische termen gebruik maakte in zijn "Zeven Vermaningen voor de Doden". ".[9] Net als de Hindoe-term maya, is het basisidee dat in dit onderscheid is vastgelegd, dat betekenis en structuur op de wereld worden geprojecteerd. Pleroma heeft betrekking op de niet-levende wereld, die niet door subjectiviteit wordt gedifferentieerd; Creatura geldt voor de levende wereld, onderworpen aan op waarneming gebaseerd verschil, onderscheid en informatie.
- Deutero-leren. Een term die hij rond 1940 bedacht met betrekking tot de structuur van het leren of het leren leren:[10]
- Schismogenese – het optreden van afscheidingen binnen sociale groeperingen
- Bateson definieert informatie als "een verschil dat verschil uitmaakt." Voor Bateson, vormde informatie in feite een verbinding tussen Korzybski's 'kaart' en 'gebied' (zie boven), en loste daarmee het lichaam-geest-probleem op.[11][12]

## Publicaties
Boeken
- Bateson, G. (1958 (1936)). Naven: A Survey of the Problems suggested by a Composite Picture of the Culture of a New Guinea Tribe drawn from Three Points of View. Stanford University Press. ISBN 0-8047-0520-8.
- Bateson, G., Mead, M. (1942). Balinese Character: A Photographic Analysis. New York Academy of Sciences. ISBN 0-89072-780-5.
- Ruesch, J., Bateson, G. (1951). Communication: The Social Matrix of Psychiatry. W.W. Norton & Company. ISBN 0-393-02377-X.
- Bateson, G. (1972). Steps to an Ecology of Mind: Collected Essays in Anthropology, Psychiatry, Evolution, and Epistemology. University Of Chicago Press. ISBN 0-226-03905-6.
- Bateson, G. (1979). Mind and Nature: A Necessary Unity (Advances in Systems Theory, Complexity, and the Human Sciences). Hampton Press. ISBN 1-57273-434-5.
- Bateson, G., Bateson, MC. (1988). Angels Fear: Towards an Epistemology of the Sacred. University Of Chicago Press. ISBN 978-0-553-34581-0.
- (published posthumously), Bateson, G., Donaldson, Rodney E. (1991). A Sacred Unity: Further Steps to an Ecology of Mind. Harper Collins. ISBN 0-06-250110-0.

Artikelen, een selectie
- 1956, Bateson, G., Jackson, D. D., Haley Jay & Weakland, J., "Toward a Theory of Schizophrenia", Behavioral Science, vol.1, 1956, 251-264.
- Bateson, G. & Jackson, D. (1964). "Some varieties of pathogenic organization. In Disorders of Communication". Research Publications (Association for Research in Nervous and Mental Disease) 42: 270–283.
- 1978, Malcolm, J., "The One-Way Mirror" (herdruk in de bundel "The Purloined Clinic"). Een essay dat ogenschijnlijk gaat over de gezinstherapeut Salvador Minuchin, maar op een aantal pagina’s afdwaalt naar een beschouwing over de rol van Bateson bij oorsprong van de gezinstherapie, zijn intellectuele stamboom en de impasse waarin hij met Jay Haley terechtkwam.

Filmdocumentaire
- Trance and Dance in Bali, a short documentary film shot by cultural anthropologist Margaret Mead and Gregory Bateson in the 1930s, but it was not released until 1952. In 1999 the film was deemed "culturally significant" by the United States Library of Congress and selected for preservation in the National Film Registry.

## Verder lezen
- 1968, Dialectiek der Bevrijding (The Dialectics of Liberation), samen met o.a. R.D. Laing, Paul Sweezy, Stokely Carmichael, Herbert Marcuse en David Cooper, Uitgeverij van Gennep
- 1982, Gregory Bateson: Old Men Ought to be Explorers by Stephen Nachmanovitch, CoEvolution Quarterly, Fall 1982.
- 1992 Gregory Bateson's Theory of Mind: Practical Applications to Pedagogy by Lawrence Bale. Nov. 1992, (Published online by Lawren Bale, D&O Press, Nov. 2000).
- The Double Bind: The Intimate Tie Between Behaviour and Communication by Patrice Guillaume
- 1995, Paper Gregory Bateson: Cybernetics and the social behavioral sciences by Lawrence S. Bale, Ph.D.: First Published in: Cybernetics & Human Knowing: A Journal of Second Order Cybernetics & Cyber-Semiotics, Vol. 3 no. 1 (1995), pp. 27–45.
- 1996, Paradox and Absurdity in Human Communication Reconsidered by Matthijs Koopmans.
- 1997, Schizophrenia and the Family: Double Bind Theory Revisited by Matthijs Koopmans.
- 2005, Perception in pose method rumng by Dr. Romanov
- 2005, "Gregory Bateson and Ecological Aesthetics" Peter Harries-Jones, in: Australian Humanities Review (Issue 35, June 2005)
- 2005, "Chasing Whales with Bateson and Daniel" by Katja Neves-Graça,
- 2005, "Pattern, Connection, Desire: In honour of Gregory Bateson" by Deborah Bird Rose.
- 2005, "Comments on Deborah Rose and Katja Neves-Graca" by Mary Catherine Bateson
- 2008. "A Legacy for Living Systems: Gregory Bateson as Precursor to Biosemiotics", by Jesper Hoffmeyer (ed.)